# عشاق الطعام

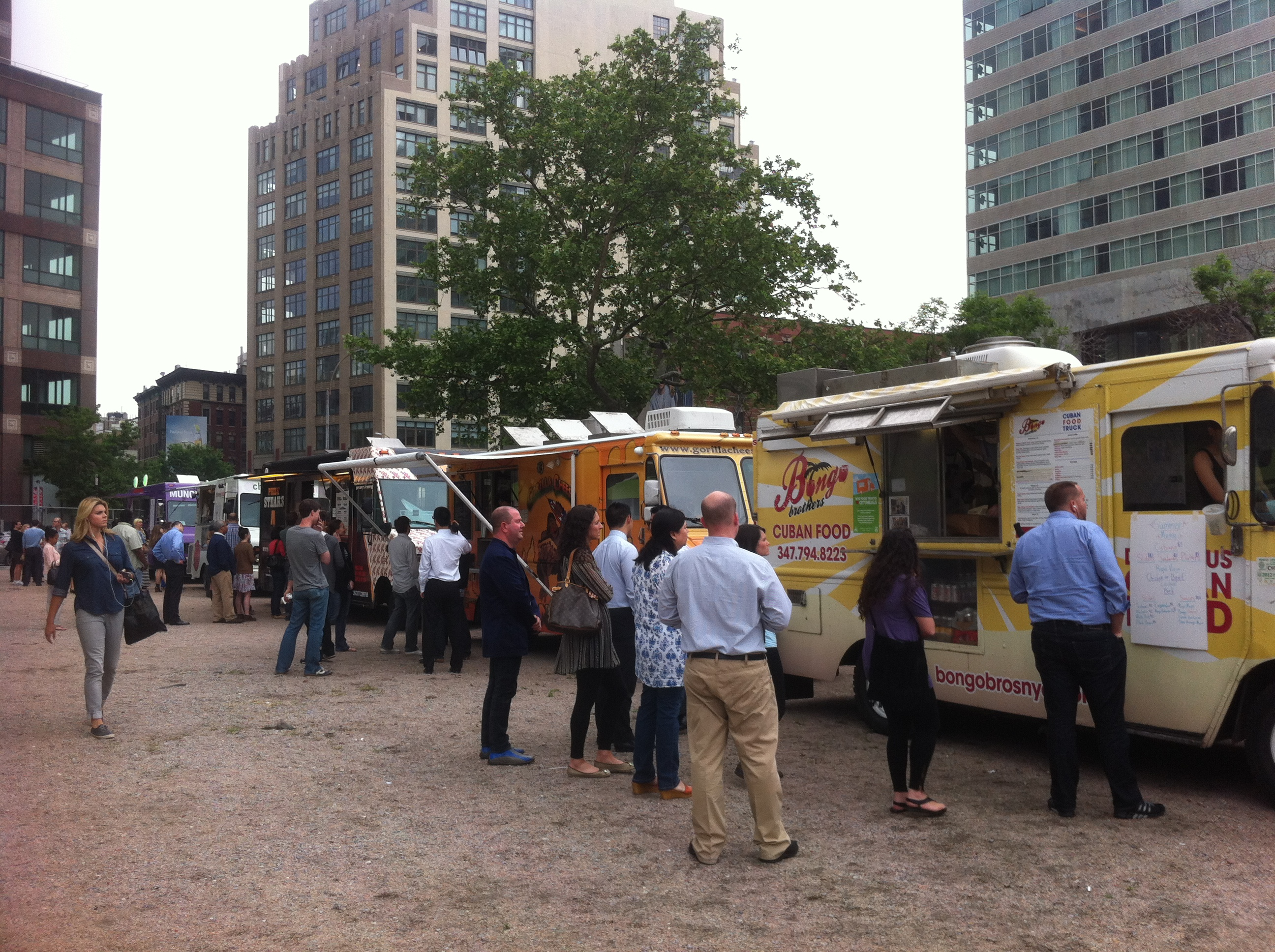
تجتذب شاحنات الطعام عشاق الطعام.

عاشق الطعام هو الشخص الذي لديه اهتمام متحمّس أو راقٍ بالطعام والذي يأكل الطعام بكثرة ليس بسبب الجوع ولكن بسبب اهتمامه أو هوايته.